# Who Shot Mr. Burns?
"Who Shot Mr. Burns?" (em português: "Quem Matou o Sr. Burns?") é um episódio duplo pertencente a sexta e a sétima temporada do seriado de animação The Simpsons. A primeira parte foi exibida originalmente pela Fox Broadcasting Company em 21 de maio de 1995. A segunda parte é a estreia da sétima temporada, sendo exibida em 17 de setembro de 1995. Ambos os episódios foram roteirizados por Bill Oakley e Josh Weinstein; a parte um foi dirigida por Jeffrey Lynch e a dois por Wes Archer.

## Enredo

### Parte 1
Logo quando chega na Escola, o Diretor Skinner sente cheiro de algo podre, e percebe que o ramster chamado "Super" havia morrido. Ele pede que o Zelador Willie enterre o ramster no colégio. Enquanto "cavava" a o buraco, o zelador Willie vê que algo preto está saindo do solo: petróleo. A notícia da "Escola Rica" logo sai no jornal local e logo o Sr. Burns também sabe disso. Enquanto saia da seção de exercícios, o Sr. Burns citava o nome de todos os funcionários que achava, menos Homer, porque ele nunca lembrava do seu nome. Devido ao fato de estar extremamente rico, o Diretor Skinner aceita todas as propostas de todos da Escola; (incluindo contratar Tito Puente como professor de música; a pedido de Lisa) e sabendo disso, o Sr. Burns tenta se disfarçar de adolescente e tenta fazer o diretor dar todo o seu dinheiro para ele.
Homer está chateado porque seu chefe nunca se lembra de seu nome, e Marge sugere que ele mande uma caixa de doces com uma foto deles para o Sr. Burns sempre lembrar do seu nome. Na liberação do petróleo da Escola, todos percebem que o petróleo foi desviado por "alguém". Quando o Sr. Burns libera o petróleo roubado, o petróleo atinge em cheio a casa da árvore em que Bart e Pequeno Ajudante de Papai Noel estão, e os deixa arrasados. Devido ao fato de a fonte de dinheiro da escola ter sido acabada, nenhum dos pedidos dos funcionários e alunos da escola será atendido; enfurecendo a Tito Puente, porque perdeu seu futuro emprego, Zelador Willie, porque foi demitido, e a outros. Moe percebe que enquanto Burns liberar o petróleo roubado, seu bar não vai poder funcionar, devido à poluição, enfurecendo a ele e a Barney.
A extração de petróleo é tanta, que o asilo de Springfield foi partido ao meio, fazendo o Vovô Simpson perder o que tinha e ter de se mudar para a casa dos Simpsons. Depois de um exame, é decidido que o cachorro de Bart tem que ficar com as patas traseiras engessadas por duas semanas; e Bart decide se vingar de quem fez isso com ele. Ao encontrar uma arma na bagagem do Vovô Simpson, Marge a enterra no quintal. Contente porque "todos os seus inimigos foram derrotados", o Sr. Burns quer derrotar o "seu último inimigo": o Sol. Smithers não ajuda Burns em seu plano do mal, e acaba sendo demitido, enfurecendo ele. Após ver que seu plano da foto com os doces ter falhado, Homer picha as paredes de Burns dizendo "Eu sou Homer Simpson", mas não adianta. Homer jura vingança à Burns. Devido ao plano do Sr. Burns de querer bloquear o Sol, o Prefeito Quimby faz uma audiência na prefeitura.
Na audiência, todos jogam a sua raiva em cima de Burns, quando ele aparece e bloqueia o Sol. Todos na prefeitura estão armados. Às três da tarde, o Sr. Burns comemora o acontecido. Todos reparam na ausência de Smithers, Skinner e de Bart. Quando o Sr. Burns se encontra com alguém, logo é escutado um tiro, e logo o Sr. Burns aparece, todo ensangüentado; e desmaia sob o relógio solar. Agora começa o mistério em The Simpsons: "Quem Matou o Sr. Burns?" terminando a 6ª Temporada.

### Parte 2
No início da Parte 2 e da 7ª Temporada, os habitantes de Springfield reúnem para destruir um disco gigante que cai sobre Shelbyville. O Sr. Burns foi internado em coma e a polícia de Springfield trabalha para encontrar o assassino. Seu principal suspeito é Waylon Smithers, que, depois de acordar em seu apartamento com uma ressaca, lembra vagamente de ter baleado alguém na noite anterior. Depois de um tempo, ele foi liberado, pois foi descoberto que Smithers tinha atirado na perna de madeira de Jasper Beardley.
Após a remoção do principal suspeito, a polícia descarta outros, incluindo Tito Puente (quem tomaria vingança de Burns), Skinner (que planejava matá-lo), jardineiro Willie (que sofria de artrite nos dedos das mãos, embora fosse provável que Burns havia lhe demitido), Barney (que tinha a intenção de cometer o assassinato) e Moe (que foi questionado por um detector de mentiras). Ao analisar a ação das queimaduras que sofreu quando baleado, Wiggum detctou um DNA Simpson. Ao mesmo tempo, Burns acorda de seu coma e começa a gritar: "Homer Simpson". A polícia chega na casa dos Simpsons e encontra uma arma debaixo do banco do seu carro, carregado com balas iguais ao tiro e coberto com impressões digitais de Homer. Homer, obviamente, é preso por tentativa de homicídio, mas escapa dos policiais. Smithers oferece uma recompensa pela captura.
No hospital, é revelado que "Homer Simpson" foram as únicas palavras que Burns poderia dizer. Lisa volta ao local para investigar e, finalmente, descobre a verdadeira identidade do autor do assassinato de Burns. Enquanto isso, Homer chega ao hospital para silenciar Burns, que continua a dizer seu nome. Um boletim polícial informa a localização de Homer e Lisa e a polícia e os cidadãos de Springfield são para o hospital. Ao entrar na sala de Burns, Homer, furioso, agitou vigorosamente o Sr. Burns. O movimento provoca a recuperação das queimaduras e a capacidade de falar normalmente e de revelar o nome de quem atirou nele: Maggie Simpson.
Burns, revela o que realmente aconteceu na noite do tiroteio: depois de deixar a prefeitura, ele Maggie com um doce, no carro dos Simpsons. Burns decidiu tentar roubar doce da criança, mas a força de Maggie é maior do que a dele, devido a sua fragilidade. Depois de um tempo eles começaram a brigar pelo doce. Quando ele finalmente conseguiu pegar sua pistola, ela tinha escorregado e caído nas mãos de Maggie, que disparou em seguida. A arma e os doces tinham caído sob o banco do carro, Homer, mais tarde, havia deixado suas impressões digitais na arma. Burns, explicou que quando as balas lhe atingiram, provocaram fortes queimaduras, e com seu último suspiro, pôs as mãos sobre o W e S, que do ponto de vista de Burns foram M e S (as iniciais de Maggie Simpson).
Maggie foi presa pelo crime, mas o Chefe Wiggum diz que não poderia prender um bebê, embora possam, talvez, no Texas. Marge diz que o tiro deve ter sido um acidente, mas o episódio termina mostrando Maggie movendo os olhos, desconfiada.